# Передача Кримської області зі складу РРФСР до складу УРСР

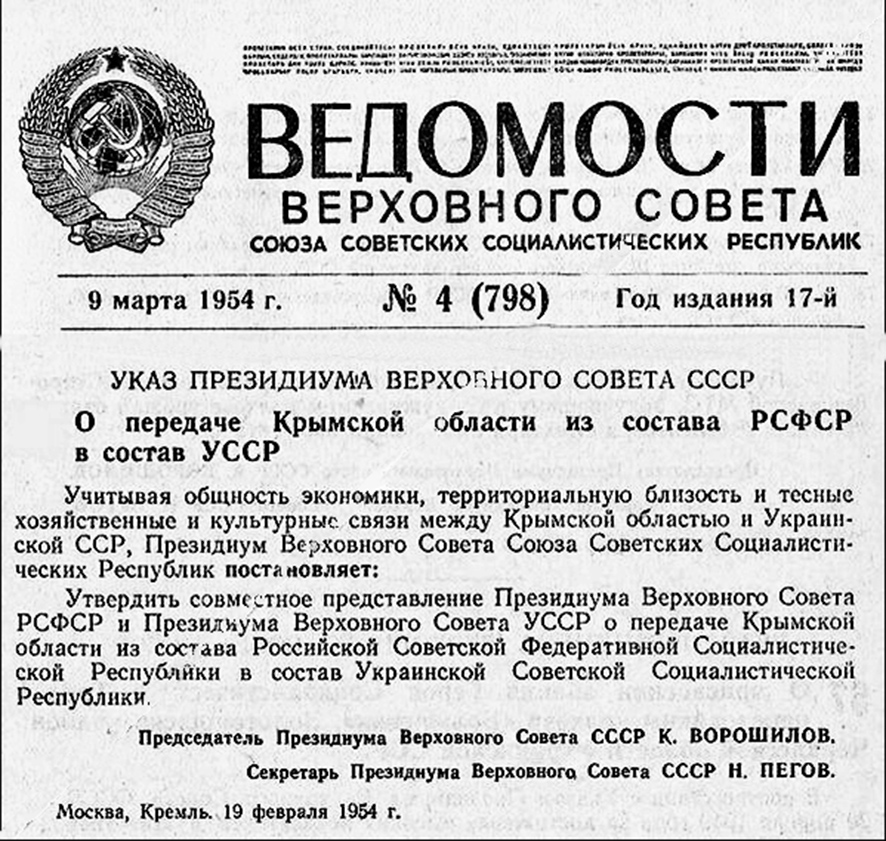
Указ Президії Верховної Ради СРСР «Про передачу Кримської області зі складу РРФСР до складу УРСР»

Приєднання Криму до України — передача Кримської області РРФСР до складу УРСР, що відбулася на підставі указу Президії Верховної Ради СРСР від 19 лютого 1954 року.

## Історія
Попри те, що видання указу часто називають особистою ініціативою тісно пов'язаного з Україною Першого секретаря ЦК КПРС Микити Хрущова, сучасні історики стверджують, що таке твердження не відповідає істині. Як вважають деякі українські дослідники, ця передача виявилася вимушеною мірою через важку економічну ситуацію на півострові, викликану післявоєнною руїною та браком робочої сили після депортації кримських татар, а переселенці з російських регіонів не мали навичок господарювання в степових зонах Криму. Тому в 1954 Кримська область була передана Україні з наступним формулюванням: «Враховуючи спільність економіки, територіальну близькість та тісні господарські та культурні зв'язки між Кримською областю та Українською РСР».
- 25 січня 1954 на засіданні Президії ЦК КПРС було затверджено проєкт Указу Президії Верховної Ради СРСР про передачу Кримської області зі складу РРФСР до складу УРСР"[3]. Перший секретар Кримського обкому КПРС Павло Титов, який виступив проти передачі області до складу Української РСР, був знятий з посади та відправлений в Москву на посаду заступника міністра сільського господарства РРФСР[4][5].

- 5 лютого 1954 року відбулось засідання Ради Міністрів РРФСР. На якому була прийнята постанова про передачу Криму до УРСР[6]. Того ж дня Президія Верховної Ради РРФСР ухвалила передати Кримську область Українській РСР.[7].

Протокол № 41 засідання Президії Верховної Ради РРФСР
5 лютого 1954 р.
"Враховуючи спільність економіки, територіальну близькість і тісні господарські та культурні зв'язки між Кримською областю й Українською РСР, Президія Верховної Ради РРФСР постановляє: Передати Кримську область зі складу РРФСР до складу Української РСР.
Цю постанову внести на затвердження Президії Верховної Ради СРСР.

- 13 лютого 1954 р. була прийнята Постанова Президії Верховної Ради Української РСР від 13 лютого 1954 року «Про подання Президії Верховної Ради Російської РФСР з питання передачі Кримської області до складу Української РСР»[10].
- 19 лютого 1954 р. Президія Верховної Ради СРСР видала Указ «Про передачу Кримської області зі складу РРФСР до складу УРСР»[11].
- 16 квітня 1954 р. секретар Кримського обласного комітету КПУ Дмитро Полянський звертається до ЦК КПУ з проханням підтвердити статус Севастополя як міста республіканського значення в складі УРСР[12][13].
- 26 квітня того ж року Верховна Рада СРСР законом «Про передачу Кримської області зі складу РРФСР до складу УРСР» затвердила указ Президії і внесла відповідні зміни до статті 22 і 23 Конституції СРСР[14][15].

(Головував на засіданні про передачу Кримської області Г. М. Маленков; указ від 19 лютого та закон від 26 квітня підписав голова Президії Верховної Ради СРСР К. Є. Ворошилов)
Цього дня також затвердили Закон СРСР від 26.04.1954 р. «Про затвердження Указів Президії Верховної Ради СРСР».
- 2 червня 1954 р. в РРФСР прийняли Закон про внесення змін та доповнень до статті 14 Конституції РРФСР, за яким Кримська область уже не входила до її складу[19].
- 17 червня 1954 р. Верховна Рада УРСР прийняла Закон про внесення змін та доповнень до статті 18 Конституції УРСР, за яким Кримська область увійшла до складу Української РСР[20].

|                                                                            |  |  |
| Монета, присвячена 50 рокам від входження Криму до складу України (монета) |  |  |

Таким чином юридично було завершено передачу Кримської області та м. Севастополь зі складу Російської Радянської Федеративної Соціалістичної Республіки до складу Української Радянської Соціалістичної Республіки.
У складі радянської України Кримська область перебувала в 1954—1991 роках. У 1991 році за результатами референдуму була відновлена 12 лютого Кримська АРСР тепер у складі УРСР. Надалі планувалось її входження до СНД, відповідно до нового Союзного договору. 5 травня 1992 року Верховна Рада Автономної Республіки Крим прийняла декларацію «Акт про проголошення державної самостійності Республіки Крим». Цей та інші документи не відповідали конституції України тому в березні 1995 року Верховна Рада України скасувала дію конституції Автономної Республіки Крим.
Верховна Рада РФ своєю постановою від 21 травня 1992 року «Про правову оцінку рішень вищих органів державної влади РРФСР щодо зміни статусу Криму, прийнятих у 1954 році» визнала постанову Президії Верховної Ради РРФСР «Про передачу Кримської області зі складу РРФСР до складу УРСР» такою, що не відповідала Конституції РРФСР, а тому не може мати юридичної сили. Щодо Севастополя 9 липня 1993 року Верховна Рада РФ ухвалила постанову «Про статус міста Севастополя», якою надала місту федеральний статус.
5 грудня 1994 року Будапештським меморандумом зафіксовано відмову України від ядерної зброї. Країни гаранти, в тому числі РФ, зобов'язались, згідно з чинним договором, поважати і захищати територіальну цілісність України, тобто РФ офіційно не мала територіальних претензій до України.

## Наслідки

### Демографія
Істотні зміни національного складу, що засвідчили переписи 1939 і 1959, пов'язані Депортацією кримських татар у травні 1944 році, а також депортацією інших національних меншин у червні 1941, січні-лютому 1942 та у червні 1944. Операції по депортації народів Криму відбувалися, однак, за часів входження Криму до складу РРФСР.
У період входження Криму до Української РСР, в період між переписами 1959 і 1989 у національному складі республіки зміни були незначними:
| Перепис | Росіяни | Кримські татари | Українці | Євреї | Німці | Греки | Болгари | Вірмени | Поляки | Всього    |
| ------- | ------- | --------------- | -------- | ----- | ----- | ----- | ------- | ------- | ------ | --------- |
| 1926    | 42,2    | 25,1            | 10,8     | 5,6   | 6,1   | 2,2   | 1,6     | 1,50    | 0,63   | 713 823   |
| 1939    | 49,6    | 19,4            | 13,7     | 5,8   | 4,5   | 1,8   | 1,4     | 1,1     | 0,5    | 1 123 800 |
| 1959    | 71,4    | -               | 22,3     | 2,2   | -     | -     | -       | -       | 0,1    | 1 201 500 |
| 1979    | 68,4    | 0,7             | 25,6     | 1,1   | -     | 0,2   | -       | 0,2     | 0,3    | 2 135 900 |
| 1989    | 67,1    | 1,6             | 25,8     | 0,7   | -     | 0,1   | -       | -       | 0,3    | 2 430 500 |

При цьому кількість осіб, що вважали українську мову рідною станом на 1989 рік становила лише 13,1 %.
Перепис населення СРСР 1939 року мав на меті замінити дані перепису 1937 року, результати якого були визнані помилковими відповідно до Постанови Ради Народних Комісарів СРСР від 25 листопада 1937 року, бо свідчили про величезні масштаби Голодомору та сталінських репресій. Результати перепису 1937 року були визнані «дефектними» і засекречені, а його організатори — репресовані. Відповідно невідомо, наскільки ми можемо довіряти данним перепису 1939 року.

### Економіка
За часів входження Криму до складу Української РСР в Криму були збудовані:
- Північнокримський канал (1932—1971), довжиною 402,6 км, і максимальною пропускною спроможністю 380 м³/сек, і площею зрошування — 380 тис. га
- Сімферопольська ТЕЦ (1955—1960)
- Тролейбусна лінія, що з'єднала Сімферополь, Алушту і Ялту (1959).

| Столиця України Київ шле сюди потужні механічні навантажувачі, автоматичні дозаторні пристрої для бетонних заводів; Харків дає баштові та електромостові крани, трактори; Миколаїв – транспортери для бетонних заводів, бульдозери; Дніпропетровськ і Дебальцеве – коритні мийки для підприємств, які виробляють флюсовий вапняк; Мелітополь надсилає компресори останніх випусків. |
| — газета «Кримська правда», січень 1954 р. |

## Міфи щодо нелегітимності передачі Криму

### Кримська область
В російських джерелах набула значного поширення думка про те, що приєднання Криму до України було нелегітимним з точки зору радянського законодавства. Зокрема зазначається, що згідно зі статтею 18 Конституції СРСР, що діяла станом на 1954 рік, територія республік не могла бути змінена без їх згоди. Хоча такі згоди й були оформлені з боку обох республік у вигляді постанов Президій їх Верховних Рад, однак згідно зі статтею 33 Конституції РРФСР, що містила перелік повноважень Президії Верховної Ради РРФСР, остання повноважень на прийняття рішень щодо зміни меж РРФСР не мала; відповідно до статей 14, 31 це питання перебувало у віданні Верховної Ради.
В той же час дослідники відмічають, що 2 червня 1954 року на найближчій — п'ятій сесії Верховної Ради РРФСР делегати одностайно проголосували за приведення російської Конституції у відповідність із загальносоюзною, а саме щодо зміни статті 14 Конституції РРФСР і вилучення з неї Кримської області. Таким чином Верховна Рада РРФСР зафіксувала свою згоду на передачу Кримської області до УРСР. Право на зміни конституції РРФСР закріплювалися ст. 151 конституції РРФСР, відтак із публікацією закону «Про внесення змін і доповнень до статті 14 Конституції (Основного Закону) РРФСР» приєднання Криму до Української РСР було завершено.

### Севастополь
Існують також і міфи про нелегітимність входження міста Севастополь до складу Української РСР. Зокрема в російських джерелах вказується на те, що Кримська область була передана до складу Української РСР без зазначення статусу Севастополя, що був на той момент містом республіканського підпорядкування РРФСР, а постанова Президії Верховної Ради РРФСР від 29.10.1948 N 761/2, в якій говорилося про виведення Севастополя зі складу Кримської області не скасовувалася.
Натомість правовий статус Севастополя як міста республіканського підпорядкування не був закріплений у конституції РРФСР. Дослідники також зазначають, що виокремлення міста не означало зміну кордонів Кримської області. У збірниках «СССР. Административно-территориальное деление союзных республик» від 1947, 1949 і 1954 років вказується абсолютно ідентична площа території Кримської області — 26,0 тис. км². Після приєднання Криму до України 1954 року Севастополь на політико-адміністративних картах вказується територією УРСР. Документ адміністративно-територіального поділу СРСР 1954 року визначає в м. Севастополі три окремі райони: 1. Корабельний, 2. Північний (Северный), 3. Сталінський. Водночас відносить місто Севастополь до складу Української РСР і називає його містом республіканського підпорядкування.
У конституціях РРФСР та УРСР правовий статус Севастополя був закріплений 1978 року. Так, 12 квітня 1978 Верховна Рада РРФСР прийняла нову Конституцію, де в статті 71 були вказані лише 2 міста республіканського підпорядкування РРФСР: Москва та Ленінград, що підтверджувало, що Севастополь як місто республіканського підпорядкування РРФСР, вищий законодавчий орган РРФСР не розглядає. 20 квітня 1978 Верховна Рада УРСР прийняла Конституцію, в якій Севастополь був вказаний як місто республіканського підпорядкування Української РСР (ст. 77 Конституції УРСР).